# Les Pins
Les Pins ist eine französische Gemeinde mit 501 Einwohnern (Stand: 1. Januar 2022) im Département Charente in der Region Nouvelle-Aquitaine (vor 2016 Poitou-Charentes); sie gehört zum Arrondissement Confolens und zum Kanton Charente-Bonnieure. Die Einwohner werden Pinusiens genannt.

## Geographie
Les Pins liegt etwa 30 Kilometer nordöstlich von Angoulême. Les Pins wird umgeben von den Nachbargemeinden Saint-Mary im Nordwesten und Norden, Chasseneuil-sur-Bonnieure im Nordosten und Osten, Taponnat-Fleurignac im Südosten, Rivières im Süden, Agris im Süden und Südwesten, La Rochette im Südwesten und Westen sowie Val-de-Bonnieure im Westen und Nordwesten.

## Bevölkerungsentwicklung
| Jahr                       | 1962 | 1968 | 1975 | 1982 | 1990 | 1999 | 2006 | 2019 |
| Einwohner                  | 464  | 403  | 413  | 411  | 359  | 400  | 420  | 467  |
| Quellen: Cassini und INSEE |      |      |      |      |      |      |      |      |

## Sehenswürdigkeiten
- Kirche Saint-Pierre aus dem 12. Jahrhundert
- Turm des Schlosses, Monument historique seit 1958

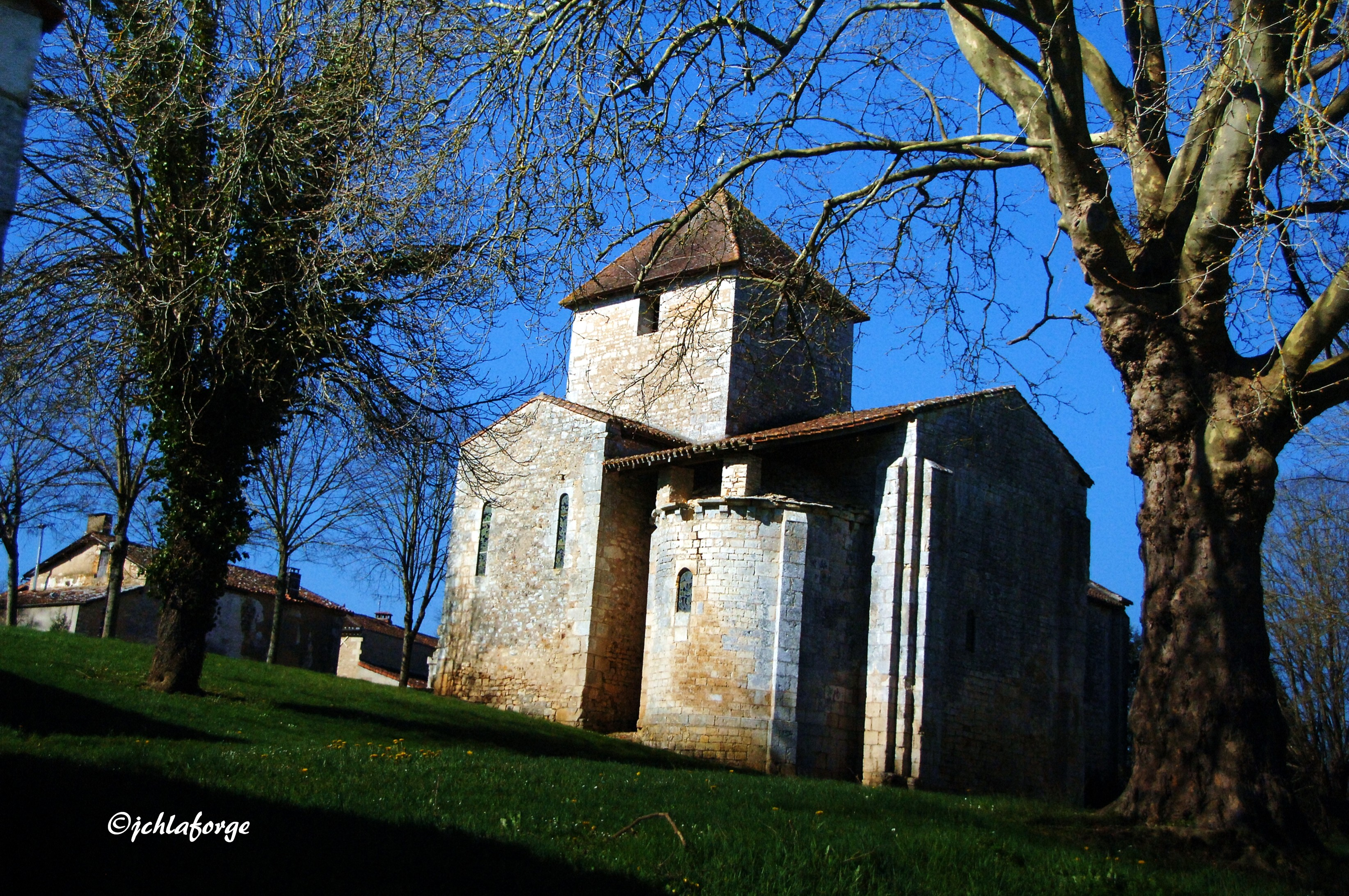
Kirche Saint-Pierre
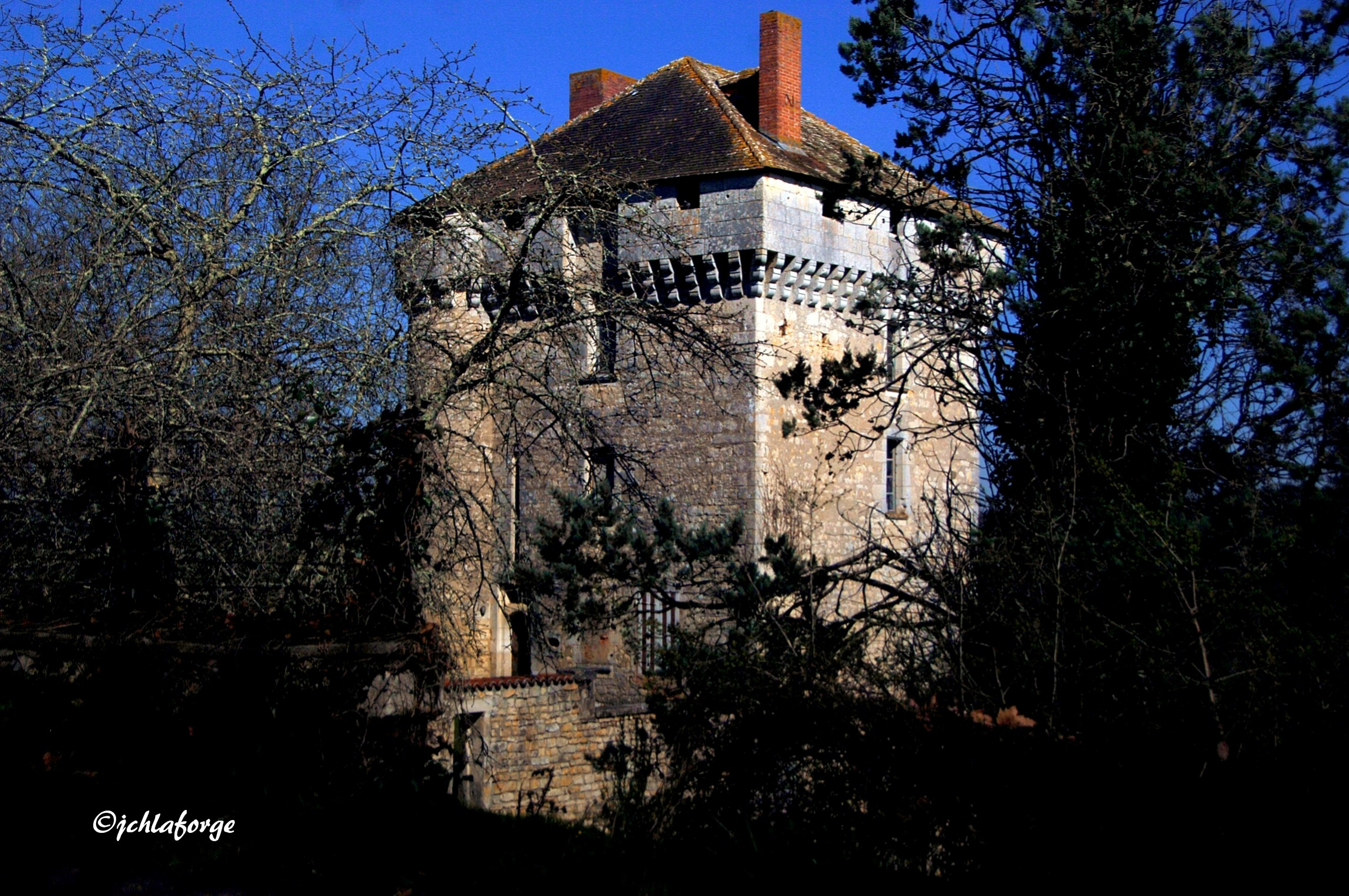
Schloss Les Pins